# Si thứ
Si thứ (viết tắt là Bm), còn được gọi là Đô giáng thứ (viết tắt là C♭m) là một âm giai thứ dựa trên nốt Si (tức Đô giáng), bao gồm các nốt Si (B), Đô thăng (C♯), Rê (D), Mi (E), Fa thăng (F♯), Sol (G), La (A) và Si (B). Bộ khoá của nó bao gồm hai dấu thăng. Cung nhạc song song của Si thứ là Rê trưởng và cung trưởng của nó là Si trưởng.
Gam Si thứ tự nhiên:
Gam Si thứ hoà thanh:
Gam Si thứ giai điệu:
Christian Friedrich Daniel Schubart (1739–1791) coi Si thứ là cung nhạc "thể hiện sự chấp nhận số phận một cách lặng lẽ và than phiền rất nhẹ nhàng", điều mà các nhà bình luận thấy phù hợp với cách sử dụng cung Si thứ của Bach trong cuốn sách St John Passion của ông. Tuy nhiên, vào cuối thời đại Baroque, các quan điểm học thuật thông thường về Si thứ đã thay đổi: Nhà lý luận-nhà soạn nhạc Francesco Galeazzi (1758–1819) cho rằng giọng Si thứ không phù hợp với "âm nhạc có gu thẩm mỹ tốt". Beethoven cho rằng giai điệu Si thứ trong một trong những cuốn sách phác thảo của mình là "cung nhạc đen tối".\

## Một số tác phẩm viết tại cung Si thứ
- Johann Sebastian Bach
  - Mass in B minor
  - Orchestral Suite No. 2 in B Minor, BWV 1067
  - French Suite No. 3 in B minor, BWV 814
  - Flute Sonata in B minor, BWV 1030
- Johannes Brahms
  - Clarinet Quintet in B minor
- Alexander Borodin
  - Symphony No. 2 in B minor
- Frédéric Chopin
  - Scherzo No. 1 in B minor, Op. 20
  - Étude in B minor, Op. 25, No. 10
  - Prelude in B minor "Tolling Bells", Op. 28, No. 6
  - Piano Sonata No. 3 in B minor, Op. 58
  - Waltz in B minor, Op. 69, No. 2
- Antonín Dvořák
  - Cello Concerto in B minor, Op. 104
- Johann Nepomuk Hummel
  - Piano Concerto No. 3 in B minor, Op. 89
- Franz Liszt
  - Piano Sonata in B minor
- Wolfgang Amadeus Mozart
  - Adagio in B minor, K. 540
- Niccolò Paganini
  - Violin Concerto No. 2 in B minor, Op. 7
- Camille Saint-Saëns
  - Violin Concerto No. 3 in B minor, Op. 61
- Franz Schubert
  - Symphony No. 8 in B minor (Unfinished), D. 759
- Alexander Scriabin
  - Fantaisie in B minor, Op. 28
- Pyotr Ilyich Tchaikovsky
  - Symphony No. 6 in B minor (Pathetique), Op. 74
- Sergei Rachmaninoff
  - Moments musicaux No. 3 in B minor, Op. 16
  - Prelude in B minor, Op. 32, No. 10
  - Études-Tableaux No. 4 in B minor, Op. 39
- Oskar Rieding
  - Violin Concerto in B minor, op.35